# Peyton Watson
Peyton Tyler Watson (Beverly Hills, 2002. szeptember 11. –) amerikai utánpótlás világbajnok kosárlabdázó, a Denver Nuggets játékosa a National Basketball Associationben (NBA). 
Középiskolában megkapta a McDonald’s All-American elismerést, osztálya tíz legjobbja közé nevezték többször is. Egyetlen évet játszott egyetemen, a UCLA Bruins játékosaként, soha nem tudott betörni a kezdő csapatba, nem is nagyon akart egy szezonnal tovább maradni. A 2022-es drafton az Oklahoma City Thunder választotta, a 30. helyen, de innen azonnal továbbküldték a Nuggets csapatába.
A válogatottban utánpótlás szinten játszott, az U19-es csapattal világbajnok lett 2021-ben.

## Statisztika

### Egyetem
| Év        | Csapat      | JM | KM | JP/M | MG%  | 3P%  | BD%  | LP/M | GP/M | L/M | B/M | P/M |
| --------- | ----------- | -- | -- | ---- | ---- | ---- | ---- | ---- | ---- | --- | --- | --- |
| 2021–2022 | UCLA Bruins | 32 | 0  | 12.7 | .322 | .226 | .688 | 2.9  | .8   | .6  | .6  | 3.3 |

### NBA
Alapszakasz
| Év         | Csapat         | JM  | KM | JP/M | MG%  | 3P%  | BD%  | LP/M | GP/M | L/M | B/M | P/M |
| ---------- | -------------- | --- | -- | ---- | ---- | ---- | ---- | ---- | ---- | --- | --- | --- |
| 2022-2023† | Denver Nuggets | 23  | 2  | 8.1  | .492 | .429 | .550 | 1.6  | .5   | .1  | .5  | 3.3 |
| 2023-2024  | Denver Nuggets | 80  | 4  | 18.6 | .465 | .296 | .670 | 3.2  | 1.1  | .5  | 1.1 | 6.7 |
| Karrier    | Karrier        | 103 | 6  | 16.3 | .468 | .307 | .651 | 2.9  | .9   | .4  | 1.0 | 5.9 |

Rájátszás
| Év      | Csapat         | JM | KM | JP/M | MG%  | 3P%  | BD%  | LP/M | GP/M | L/M | B/M | P/M |
| ------- | -------------- | -- | -- | ---- | ---- | ---- | ---- | ---- | ---- | --- | --- | --- |
| 2023†   | Denver Nuggets | 5  | 0  | 2.7  | .400 | .500 | —    | .8   | .2   | .0  | .2  | 1.0 |
| 2024    | Denver Nuggets | 10 | 0  | 9.0  | .250 | .250 | .500 | 1.5  | .4   | .0  | .6  | 1.8 |
| Karrier | Karrier        | 15 | 0  | 6.9  | .276 | .286 | .500 | 1.3  | .3   | .0  | .5  | 1.5 |